# Луцюк Роман Йосипович
Рома́н Йо́сипович Луцюк (25 серпня 1976 — 19 березня 2016) — солдат Збройних сил України, учасник російсько-української війни.

## Життєпис
Народився 1976 року в селі Шклинь (Горохівський район, Волинська область). Проживав у Луцьку, закінчив Волинський державний університет ім. Лесі Українки. Протягом 1999—2000 років працював у Муніципальній дружині Луцька, по тому був приватним підприємцем.
Від перших днів Революції Гідності їздив у Київ. Добровольцем пішов в травні 2014 року.
Солдат 2-ї «волинської» штурмової роти, 24-й окремий штурмовий батальйон «Айдар». Двічі був поранений на війні — 21 липня 2014 року у бою під Георгіївкою, «айдарівці» з бійцями інших підрозділів відбили селище у російських терористів. Після лікування достроково повернувся на передову.
5 листопада 2014 року зазнав важкого поранення у живіт під час бойових дій поблизу міста Щастя. 6 разів прооперований в Київському військовому шпиталі, від січня 2015 року продовжив лікування в американському Yale–New Haven Hospital (штат Коннектикут), йому допомагала українська громада Коннектикуту. В жовтні 2015-го успішно переніс надзвичайно важку операцію, але після неї з'явилися численні ускладнення.
19 березня 2016 року Роман Луцюк помер.
Похований на Алеї Героїв кладовища в селі Гаразджа.
Без Олег лишилися дружина, дві доньки — 2008 й 2001 р.н.

## Нагороди та вшанування
За особисту мужність, сумлінне та бездоганне служіння Українському народові, зразкове виконання військового обов'язку відзначений — нагороджений
- орденом «За мужність» ІІІ ступеня (18.5.2016, посмертно)[1]
- нагрудним знаком «За оборону Луганського аеропорту» (посмертно).